# Дора Смедовска
Тодорка Петрова Смедовска е български сценарист и режисьор (първи асистент).

## Биография
Родена е в град София на 23 август 1934 г. Завършва през 1958 г. специалност право в СДУ.
Работила в Студия Игрални Филми „Бояна“ (1975 – 1986), Агенция „София прес“ (1987 – 1990) като режисьор.

## Филмография
Като сценарист (анимация)
- Инцидент (1979)
- Време за обяд (1975)
- Умно село (1972) и много др.